# Les Rougon-Macquart
Pour les articles homonymes, voir Rougon (homonymie).
Le titre générique Les Rougon-Macquart regroupe un ensemble de 20 romans écrits par Émile Zola entre 1870 et 1893. Il porte comme sous-titre Histoire naturelle et sociale d'une famille sous le Second Empire, rappelant ainsi les ambitions de Zola : « Les Rougon-Macquart personnifieront l'époque, l'Empire lui-même. » Inspiré de La Comédie humaine de Balzac, l'ouvrage a notamment pour but d'étudier l'influence du milieu sur l'Homme et les tares héréditaires d'une famille, originaire de Plassans, sur cinq générations depuis l'ancêtre, Adélaïde Fouque (née en 1768), jusqu'à un enfant à naître, fruit de la liaison incestueuse entre Pascal Rougon et sa nièce Clotilde (1874). Il veut aussi dépeindre la société du Second Empire de la façon la plus exhaustive possible, en n'oubliant aucune des composantes de cette société et en faisant une large place aux grandes transformations qui se produisent à cette époque (urbanisme parisien, grands magasins, développement du chemin de fer, apparition du syndicalisme moderne, etc.). Cet ensemble de romans marque le triomphe du mouvement littéraire appelé naturalisme, dont Zola est, avec Edmond et Jules de Goncourt, puis Guy de Maupassant, le principal représentant.
Le travail de Zola en a également influencé d’autres. Jean Larocque a notamment écrit sa série Les voluptueuses en se basant sur Les Rougon-Macquart.

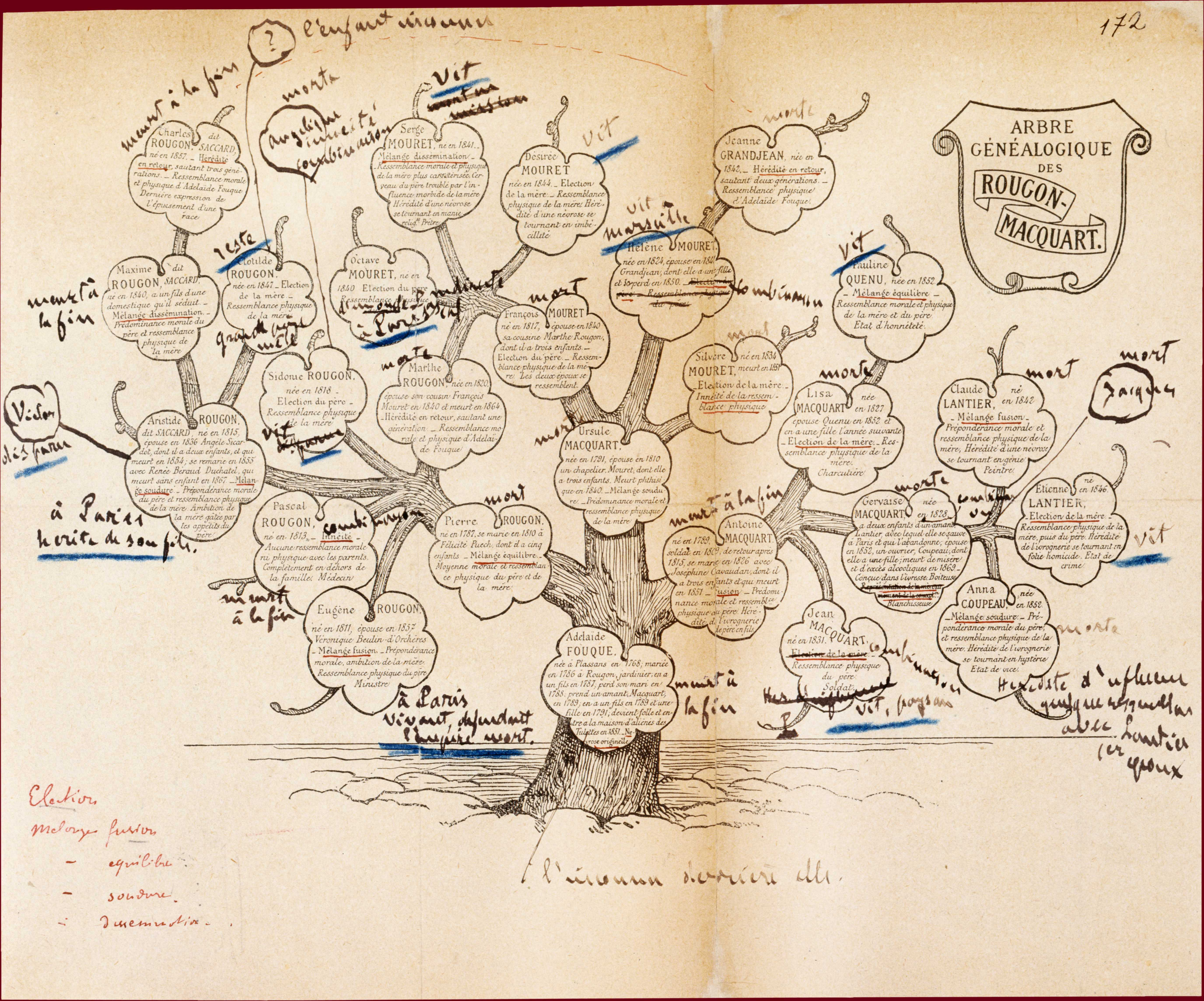
L'arbre généalogique des Rougon-Macquart (état de 1878).

## Préambule
Émile Zola a été très profondément marqué par la découverte de la profondeur de l'œuvre d'Honoré de Balzac, vers 1865, sous l'influence d'Hippolyte Taine.
Il conçoit ainsi le cycle des Rougon-Macquart, tout en tenant à se distinguer de son prédécesseur. Zola a laissé un texte à ce propos :

« Balzac dit que l'idée de sa Comédie lui est venue d'une comparaison entre l'humanité et l'animalité. (Un type unique transformé par les milieux (Étienne Geoffroy Saint-Hilaire) : comme il y a des lions, des chiens, des loups, il y a des artistes, des administrateurs, des avocats, etc.). Mais Balzac fait remarquer que sa zoologie humaine devait être plus compliquée, devait avoir une triple forme : les hommes, les femmes et les choses. L'idée de réunir tous ses romans par la réapparition des personnages lui vint. Il veut réaliser ce qui manque aux histoires des peuples anciens : l'histoire des mœurs, peintre des types, conteur des drames, archéologue du mobilier, nomenclateur des professions, enregistreur du bien et du mal. Ainsi dépeinte, il voulait encore que la société portât en elle la raison de son mouvement. Un écrivain doit avoir en morale et en religion et en politique une idée arrêtée, il doit avoir une décision sur les affaires des hommes. Les bases de la Comédie sont : le catholicisme, l'enseignement par des corps religieux, principe monarchique. — La Comédie devait contenir deux ou trois mille figures.
Mon œuvre sera moins sociale que scientifique. Balzac, à l'aide de trois mille figures, veut faire l'histoire des mœurs ; il base cette histoire sur la religion et la royauté. Toute sa science consiste à dire qu'il y a des avocats, des oisifs, etc. comme il y a des chiens, des loups, etc. En un mot, son œuvre veut être le miroir de la société contemporaine.
Mon œuvre, à moi, sera tout autre chose. Le cadre en sera plus restreint. Je ne veux pas peindre la société contemporaine, mais une seule famille, en montrant le jeu de la “race modifiée” par les milieux. Si j'accepte un cadre historique, c'est uniquement pour avoir un milieu qui réagisse ; de même le métier, le lieu de résidence sont des milieux. Ma grande affaire est d'être purement naturaliste, purement physiologiste. Au lieu d'avoir des principes (la royauté, le catholicisme), j'aurai des lois (l'hérédité, l'énéité). Je ne veux pas comme Balzac avoir une décision sur les affaires des hommes, être politique, philosophe, moraliste. Je me contenterai d'être savant, de dire ce qui est en cherchant les raisons intimes. Point de conclusion d'ailleurs. Un simple exposé des faits d'une famille, en montrant le mécanisme intérieur qui la fait agir. J'accepte même l'exception.
Mes personnages n'ont pas besoin de revenir dans les romans particuliers.
Balzac dit qu'il veut peindre les hommes, les femmes et les choses. Moi, des hommes et des femmes, je ne fais qu'un, en admettant cependant les différences de nature, et je soumets les hommes et les femmes aux choses. »

— Émile Zola, Différences entre Balzac et moi, rédigé en 1869.

## Généalogie et hérédité

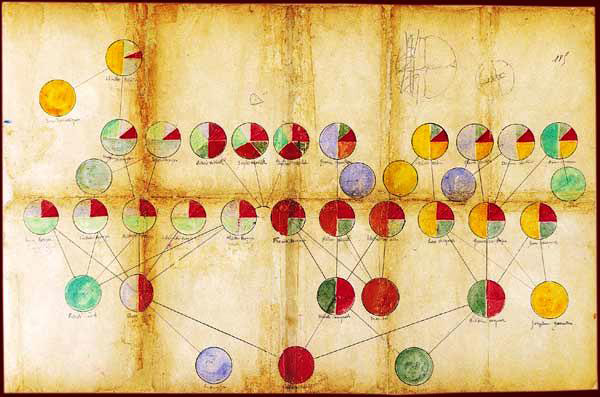
Tableau de l'hérédité des Rougon-Macquart.

Avant même de rédiger le premier roman de la série, Zola avait dressé en 1868 et en 1869 un arbre généalogique de ses personnages. Modifié en 1878, puis en 1889, l'arbre sera publié sous sa version définitive en 1893, lors de la parution du Docteur Pascal, dernier ouvrage de la série.
Chaque membre de la famille Rougon-Macquart possède une case composée elle-même de trois parties : un bref résumé chronologique de sa vie, ses tendances héréditaires, son métier (et éventuellement des détails sur sa vie actuelle, quand il n'est pas mort). Pour l'hérédité, Zola s'est inspiré des travaux du docteur Claude Bernard (1813-1878), à qui il emprunte des termes tels que « élection » (ressemblance exclusive avec l'un des deux parents), « mélange soudure » (fusion des traits du père et de la mère dans le même produit) ou « innéité » (absence de traits héréditaires). À titre d'exemple, voici la description de trois personnages parmi les plus célèbres :
- Gervaise (L’Assommoir) : née en 1828. A trois garçons d'un amant, Lantier, dont l'ascendance compte des paralytiques, qui l'emmène à Paris et l'y abandonne ; épouse en 1852 un ouvrier, Coupeau, de famille alcoolique, dont elle a une fille ; meurt de misère et d'ivrognerie en 1869. Élection du père. Conçue dans l'ivresse. Boiteuse. Blanchisseuse.
- Étienne Lantier (Germinal) : né en 1846. Mélange soudure. Ressemblance physique de la mère, puis du père. Mineur. Vit à Montsou, puis à Nouméa.
- Jacques Lantier (La Bête humaine) : né en 1844, meurt en 1870 dans un accident. Élection de la mère. Ressemblance physique du père. Hérédité de l'alcoolisme se tournant en folie homicide. État de crime. Mécanicien.

Il s'agissait pour Zola d'affirmer que, dans le roman naturaliste, il n'y a plus de barrière entre science et littérature. Ces conceptions étaient très proches de la théorie de la dégénérescence alors très en vogue dans les milieux scientifiques et médicaux. Les détracteurs de Zola se sont moqués de son arbre. Alphonse Daudet aurait dit[évasif] que, s'il avait possédé un tel arbre, il se serait pendu à sa plus haute branche[réf. nécessaire].

## Liste des vingt romans
| N° | Parution | Titre                        | Date de l'action | Personnages principaux des Rougon-Macquart      | Génération | Ordre de lecture recommandé par Zola |
| -- | -------- | ---------------------------- | ---------------- | ----------------------------------------------- | ---------- | ------------------------------------ |
| 1  | 1871     | La Fortune des Rougon        | 1790 - 1851      | Pierre Rougon, Antoine Macquart, Silvère Mouret | 1 et 2     | 1                                    |
| 2  | 1872     | La Curée                     | 1852 - 1858      | Aristide Rougon-Saccard, Maxime Saccard         | 2 et 3     | 3                                    |
| 3  | 1873     | Le Ventre de Paris           | 1857 - 1858      | Lisa Macquart-Quenu, Claude Lantier             | 2          | 11                                   |
| 4  | 1874     | La Conquête de Plassans      | 1858 - 1864      | François et Marthe Mouret                       | 2          | 6                                    |
| 5  | 1875     | La Faute de l'abbé Mouret    | 1866             | Serge Mouret                                    | 3          | 9                                    |
| 6  | 1876     | Son Excellence Eugène Rougon | 1858 - 1861      | Eugène Rougon                                   | 2          | 2                                    |
| 7  | 1877     | L'Assommoir                  | 1850 - 1869      | Gervaise Macquart                               | 2          | 13                                   |
| 8  | 1878     | Une page d'amour             | 1854 ?           | Hélène Mouret-Grandjean, Jeanne Grandjean       | 2          | 10                                   |
| 9  | 1880     | Nana                         | 1865 - 1870      | Anna Coupeau                                    | 3          | 17                                   |
| 10 | 1882     | Pot-Bouille                  | 1862 - 1863      | Octave Mouret                                   | 3          | 7                                    |
| 11 | 1883     | Au Bonheur des Dames         | 1864 - 1869      | Octave Mouret                                   | 3          | 8                                    |
| 12 | 1884     | La Joie de vivre             | 1862-1869        | Pauline Quenu                                   | 3          | 12                                   |
| 13 | 1885     | Germinal                     | 1866 ?           | Étienne Lantier                                 | 3          | 16                                   |
| 14 | 1886     | L'Œuvre                      | 1867 - 187?      | Claude Lantier                                  | 3          | 14                                   |
| 15 | 1887     | La Terre                     | 1860 - 1869      | Jean Macquart                                   | 2          | 18                                   |
| 16 | 1888     | Le Rêve                      | 1860 - 1869      | Angélique Rougon                                | 3          | 5                                    |
| 17 | 1890     | La Bête humaine              | 1870             | Jacques Lantier                                 | 3          | 15                                   |
| 18 | 1891     | L'Argent                     | 1864 - 1867      | Aristide Saccard, Victor Saccard                | 2          | 4                                    |
| 19 | 1892     | La Débâcle                   | 1870 - 1871      | Jean Macquart                                   | 2          | 19                                   |
| 20 | 1893     | Le Docteur Pascal            | 1872 - 1874      | Pascal Rougon, Clotilde Saccard                 | 2 et 3     | 20                                   |

Les dates données pour l'action du roman sont approximatives.
Les romans peuvent se lire de manière indépendante, mais, pour une meilleure compréhension de la chronologie, il est préférable de les lire dans l'ordre de parution.
Cependant, Émile Zola aurait recommandé un ordre de lecture différent. D'une manière générale, La Fortune des Rougon est le roman d'ouverture qui annonce les principaux personnages de la suite ; et Le Docteur Pascal en est le bilan final.
Certains romans apparaissent comme des « suites » : La conquête de Plassans débouche sur La faute de l'abbé Mouret ; Pot-Bouille se prolonge par Au Bonheur des Dames ; L'Argent prolonge La Curée, et La Terre se prolonge par La Débâcle.

## Personnages
Les personnages de la série Les Rougon-Macquart appartiennent à quatre générations successives. Les trois premières sont toutes décrites dans La Fortune des Rougon et évoquées dans Le Docteur Pascal, les deux premières constituant les principaux protagonistes du premier roman (avec Silvère Mouret).
|                           |                           |                           |                           |                           |                           |  |  |                            |                            |                            |                            |                            |                            |  |  | Véronique Beulin d'Orchères      |                                  |                                  |                                  |                                  |                                  |  |  |                            |                            |                            |                            |                            |                            |  |  |                                 |                                 |                                 |                                 |                                 |                                 |
|                           |                           |                           |                           |                           |                           |  |  |                            |                            |                            |                            |                            |                            |  |  |                                  |                                  |                                  |                                  |                                  |                                  |  |  |                            |                            |                            |                            |                            |                            |  |  |                                 |                                 |                                 |                                 |                                 |                                 |
|                           |                           |                           |                           |                           |                           |  |  |                            |                            |                            |                            |                            |                            |  |  | Eugène Rougon 1811-?             | Eugène Rougon 1811-?             | Eugène Rougon 1811-?             | Eugène Rougon 1811-?             | Eugène Rougon 1811-?             | Eugène Rougon 1811-?             |  |  | Louise de Mareuil          | Louise de Mareuil          | Louise de Mareuil          | Louise de Mareuil          | Louise de Mareuil          | Louise de Mareuil          |  |  |                                 |                                 |                                 |                                 |                                 |                                 |
|                           |                           |                           |                           |                           |                           |  |  |                            |                            |                            |                            |                            |                            |  |  | Eugène Rougon 1811-?             | Eugène Rougon 1811-?             | Eugène Rougon 1811-?             | Eugène Rougon 1811-?             | Eugène Rougon 1811-?             | Eugène Rougon 1811-?             |  |  | Louise de Mareuil          | Louise de Mareuil          | Louise de Mareuil          | Louise de Mareuil          | Louise de Mareuil          | Louise de Mareuil          |  |  |                                 |                                 |                                 |                                 |                                 |                                 |
|                           |                           |                           |                           |                           |                           |  |  |                            |                            |                            |                            |                            |                            |  |  |                                  |                                  |                                  |                                  |                                  |                                  |  |  |                            |                            |                            |                            |                            |                            |  |  |                                 |                                 |                                 |                                 |                                 |                                 |
| ROUGON ?-1788             | ROUGON ?-1788             | ROUGON ?-1788             | ROUGON ?-1788             | ROUGON ?-1788             | ROUGON ?-1788             |  |  |                            |                            |                            |                            |                            |                            |  |  | Dr Pascal Rougon 1813-1873       | Dr Pascal Rougon 1813-1873       | Dr Pascal Rougon 1813-1873       | Dr Pascal Rougon 1813-1873       | Dr Pascal Rougon 1813-1873       | Dr Pascal Rougon 1813-1873       |  |  | Maxime Saccard 1840-1873   | Maxime Saccard 1840-1873   | Maxime Saccard 1840-1873   | Maxime Saccard 1840-1873   | Maxime Saccard 1840-1873   | Maxime Saccard 1840-1873   |  |  | Charles Saccard 1857-1873       | Charles Saccard 1857-1873       | Charles Saccard 1857-1873       | Charles Saccard 1857-1873       | Charles Saccard 1857-1873       | Charles Saccard 1857-1873       |
| ROUGON ?-1788             | ROUGON ?-1788             | ROUGON ?-1788             | ROUGON ?-1788             | ROUGON ?-1788             | ROUGON ?-1788             |  |  |                            |                            |                            |                            |                            |                            |  |  | Dr Pascal Rougon 1813-1873       | Dr Pascal Rougon 1813-1873       | Dr Pascal Rougon 1813-1873       | Dr Pascal Rougon 1813-1873       | Dr Pascal Rougon 1813-1873       | Dr Pascal Rougon 1813-1873       |  |  | Maxime Saccard 1840-1873   | Maxime Saccard 1840-1873   | Maxime Saccard 1840-1873   | Maxime Saccard 1840-1873   | Maxime Saccard 1840-1873   | Maxime Saccard 1840-1873   |  |  | Charles Saccard 1857-1873       | Charles Saccard 1857-1873       | Charles Saccard 1857-1873       | Charles Saccard 1857-1873       | Charles Saccard 1857-1873       | Charles Saccard 1857-1873       |
|                           |                           |                           |                           |                           |                           |  |  |                            |                            |                            |                            |                            |                            |  |  |                                  |                                  |                                  |                                  |                                  |                                  |  |  |                            |                            |                            |                            |                            |                            |  |  |                                 |                                 |                                 |                                 |                                 |                                 |
|                           |                           |                           |                           |                           |                           |  |  |                            |                            |                            |                            |                            |                            |  |  |                                  |                                  |                                  |                                  |                                  |                                  |  |  |                            |                            |                            |                            |                            |                            |  |  |                                 |                                 |                                 |                                 |                                 |                                 |
|                           |                           |                           |                           |                           |                           |  |  | Félicité Puech 1791-?      | Félicité Puech 1791-?      | Félicité Puech 1791-?      | Félicité Puech 1791-?      | Félicité Puech 1791-?      | Félicité Puech 1791-?      |  |  | Angèle Sicardot                  | Angèle Sicardot                  | Angèle Sicardot                  | Angèle Sicardot                  | Angèle Sicardot                  | Angèle Sicardot                  |  |  | Clotilde Saccard 1847-?    | Clotilde Saccard 1847-?    | Clotilde Saccard 1847-?    | Clotilde Saccard 1847-?    | Clotilde Saccard 1847-?    | Clotilde Saccard 1847-?    |  |  | Un fils 1874-?                  | Un fils 1874-?                  | Un fils 1874-?                  | Un fils 1874-?                  | Un fils 1874-?                  | Un fils 1874-?                  |
|                           |                           |                           |                           |                           |                           |  |  | Félicité Puech 1791-?      | Félicité Puech 1791-?      | Félicité Puech 1791-?      | Félicité Puech 1791-?      | Félicité Puech 1791-?      | Félicité Puech 1791-?      |  |  | Angèle Sicardot                  | Angèle Sicardot                  | Angèle Sicardot                  | Angèle Sicardot                  | Angèle Sicardot                  | Angèle Sicardot                  |  |  | Clotilde Saccard 1847-?    | Clotilde Saccard 1847-?    | Clotilde Saccard 1847-?    | Clotilde Saccard 1847-?    | Clotilde Saccard 1847-?    | Clotilde Saccard 1847-?    |  |  | Un fils 1874-?                  | Un fils 1874-?                  | Un fils 1874-?                  | Un fils 1874-?                  | Un fils 1874-?                  | Un fils 1874-?                  |
|                           |                           |                           |                           |                           |                           |  |  |                            |                            |                            |                            |                            |                            |  |  |                                  |                                  |                                  |                                  |                                  |                                  |  |  |                            |                            |                            |                            |                            |                            |  |  |                                 |                                 |                                 |                                 |                                 |                                 |
|                           |                           |                           |                           |                           |                           |  |  |                            |                            |                            |                            |                            |                            |  |  |                                  |                                  |                                  |                                  |                                  |                                  |  |  |                            |                            |                            |                            |                            |                            |  |  |                                 |                                 |                                 |                                 |                                 |                                 |
|                           |                           |                           |                           |                           |                           |  |  | Pierre Rougon 1787-1870    | Pierre Rougon 1787-1870    | Pierre Rougon 1787-1870    | Pierre Rougon 1787-1870    | Pierre Rougon 1787-1870    | Pierre Rougon 1787-1870    |  |  | Aristide SACCARD 1815-?          | Aristide SACCARD 1815-?          | Aristide SACCARD 1815-?          | Aristide SACCARD 1815-?          | Aristide SACCARD 1815-?          | Aristide SACCARD 1815-?          |  |  |                            |                            |                            |                            |                            |                            |  |  |                                 |                                 |                                 |                                 |                                 |                                 |
|                           |                           |                           |                           |                           |                           |  |  | Pierre Rougon 1787-1870    | Pierre Rougon 1787-1870    | Pierre Rougon 1787-1870    | Pierre Rougon 1787-1870    | Pierre Rougon 1787-1870    | Pierre Rougon 1787-1870    |  |  | Aristide SACCARD 1815-?          | Aristide SACCARD 1815-?          | Aristide SACCARD 1815-?          | Aristide SACCARD 1815-?          | Aristide SACCARD 1815-?          | Aristide SACCARD 1815-?          |  |  |                            |                            |                            |                            |                            |                            |  |  |                                 |                                 |                                 |                                 |                                 |                                 |
|                           |                           |                           |                           |                           |                           |  |  |                            |                            |                            |                            |                            |                            |  |  |                                  |                                  |                                  |                                  |                                  |                                  |  |  |                            |                            |                            |                            |                            |                            |  |  |                                 |                                 |                                 |                                 |                                 |                                 |
|                           |                           |                           |                           |                           |                           |  |  |                            |                            |                            |                            |                            |                            |  |  | Renée Béraud du Châtel 1836-1864 | Renée Béraud du Châtel 1836-1864 | Renée Béraud du Châtel 1836-1864 | Renée Béraud du Châtel 1836-1864 | Renée Béraud du Châtel 1836-1864 | Renée Béraud du Châtel 1836-1864 |  |  | Victor Saccard 1853-?      | Victor Saccard 1853-?      | Victor Saccard 1853-?      | Victor Saccard 1853-?      | Victor Saccard 1853-?      | Victor Saccard 1853-?      |  |  |                                 |                                 |                                 |                                 |                                 |                                 |
|                           |                           |                           |                           |                           |                           |  |  |                            |                            |                            |                            |                            |                            |  |  | Renée Béraud du Châtel 1836-1864 | Renée Béraud du Châtel 1836-1864 | Renée Béraud du Châtel 1836-1864 | Renée Béraud du Châtel 1836-1864 | Renée Béraud du Châtel 1836-1864 | Renée Béraud du Châtel 1836-1864 |  |  | Victor Saccard 1853-?      | Victor Saccard 1853-?      | Victor Saccard 1853-?      | Victor Saccard 1853-?      | Victor Saccard 1853-?      | Victor Saccard 1853-?      |  |  |                                 |                                 |                                 |                                 |                                 |                                 |
|                           |                           |                           |                           |                           |                           |  |  |                            |                            |                            |                            |                            |                            |  |  |                                  |                                  |                                  |                                  |                                  |                                  |  |  |                            |                            |                            |                            |                            |                            |  |  |                                 |                                 |                                 |                                 |                                 |                                 |
|                           |                           |                           |                           |                           |                           |  |  |                            |                            |                            |                            |                            |                            |  |  | Rosalie Chavaille                |                                  |                                  |                                  |                                  |                                  |  |  |                            |                            |                            |                            |                            |                            |  |  |                                 |                                 |                                 |                                 |                                 |                                 |
|                           |                           |                           |                           |                           |                           |  |  |                            |                            |                            |                            |                            |                            |  |  |                                  |                                  |                                  |                                  |                                  |                                  |  |  |                            |                            |                            |                            |                            |                            |  |  |                                 |                                 |                                 |                                 |                                 |                                 |
|                           |                           |                           |                           |                           |                           |  |  |                            |                            |                            |                            |                            |                            |  |  |                                  |                                  |                                  |                                  |                                  |                                  |  |  |                            |                            |                            |                            |                            |                            |  |  |                                 |                                 |                                 |                                 |                                 |                                 |
|                           |                           |                           |                           |                           |                           |  |  |                            |                            |                            |                            |                            |                            |  |  | Sidonie Rougon 1818-?            | Sidonie Rougon 1818-?            | Sidonie Rougon 1818-?            | Sidonie Rougon 1818-?            | Sidonie Rougon 1818-?            | Sidonie Rougon 1818-?            |  |  | Marie Angélique 1851-1869  | Marie Angélique 1851-1869  | Marie Angélique 1851-1869  | Marie Angélique 1851-1869  | Marie Angélique 1851-1869  | Marie Angélique 1851-1869  |  |  |                                 |                                 |                                 |                                 |                                 |                                 |
|                           |                           |                           |                           |                           |                           |  |  |                            |                            |                            |                            |                            |                            |  |  | Sidonie Rougon 1818-?            | Sidonie Rougon 1818-?            | Sidonie Rougon 1818-?            | Sidonie Rougon 1818-?            | Sidonie Rougon 1818-?            | Sidonie Rougon 1818-?            |  |  | Marie Angélique 1851-1869  | Marie Angélique 1851-1869  | Marie Angélique 1851-1869  | Marie Angélique 1851-1869  | Marie Angélique 1851-1869  | Marie Angélique 1851-1869  |  |  |                                 |                                 |                                 |                                 |                                 |                                 |
|                           |                           |                           |                           |                           |                           |  |  |                            |                            |                            |                            |                            |                            |  |  |                                  |                                  |                                  |                                  |                                  |                                  |  |  |                            |                            |                            |                            |                            |                            |  |  |                                 |                                 |                                 |                                 |                                 |                                 |
| Adélaïde Fouque 1768-1873 | Adélaïde Fouque 1768-1873 | Adélaïde Fouque 1768-1873 | Adélaïde Fouque 1768-1873 | Adélaïde Fouque 1768-1873 | Adélaïde Fouque 1768-1873 |  |  |                            |                            |                            |                            |                            |                            |  |  | Marthe Mouret 1820-1864          | Marthe Mouret 1820-1864          | Marthe Mouret 1820-1864          | Marthe Mouret 1820-1864          | Marthe Mouret 1820-1864          | Marthe Mouret 1820-1864          |  |  | Caroline Hédouin           | Caroline Hédouin           | Caroline Hédouin           | Caroline Hédouin           | Caroline Hédouin           | Caroline Hédouin           |  |  |                                 |                                 |                                 |                                 |                                 |                                 |
| Adélaïde Fouque 1768-1873 | Adélaïde Fouque 1768-1873 | Adélaïde Fouque 1768-1873 | Adélaïde Fouque 1768-1873 | Adélaïde Fouque 1768-1873 | Adélaïde Fouque 1768-1873 |  |  |                            |                            |                            |                            |                            |                            |  |  | Marthe Mouret 1820-1864          | Marthe Mouret 1820-1864          | Marthe Mouret 1820-1864          | Marthe Mouret 1820-1864          | Marthe Mouret 1820-1864          | Marthe Mouret 1820-1864          |  |  | Caroline Hédouin           | Caroline Hédouin           | Caroline Hédouin           | Caroline Hédouin           | Caroline Hédouin           | Caroline Hédouin           |  |  |                                 |                                 |                                 |                                 |                                 |                                 |
|                           |                           |                           |                           |                           |                           |  |  |                            |                            |                            |                            |                            |                            |  |  |                                  |                                  |                                  |                                  |                                  |                                  |  |  |                            |                            |                            |                            |                            |                            |  |  |                                 |                                 |                                 |                                 |                                 |                                 |
|                           |                           |                           |                           |                           |                           |  |  |                            |                            |                            |                            |                            |                            |  |  |                                  |                                  |                                  |                                  |                                  |                                  |  |  | Octave Mouret 1840-?       |                            |                            |                            |                            |                            |  |  |                                 |                                 |                                 |                                 |                                 |                                 |
|                           |                           |                           |                           |                           |                           |  |  |                            |                            |                            |                            |                            |                            |  |  |                                  |                                  |                                  |                                  |                                  |                                  |  |  |                            |                            |                            |                            |                            |                            |  |  |                                 |                                 |                                 |                                 |                                 |                                 |
|                           |                           |                           |                           |                           |                           |  |  |                            |                            |                            |                            |                            |                            |  |  |                                  |                                  |                                  |                                  |                                  |                                  |  |  |                            |                            |                            |                            |                            |                            |  |  | Un fils et une fille            |                                 |                                 |                                 |                                 |                                 |
|                           |                           |                           |                           |                           |                           |  |  |                            |                            |                            |                            |                            |                            |  |  |                                  |                                  |                                  |                                  |                                  |                                  |  |  |                            |                            |                            |                            |                            |                            |  |  |                                 |                                 |                                 |                                 |                                 |                                 |
|                           |                           |                           |                           |                           |                           |  |  | MOURET ?-1840              | MOURET ?-1840              | MOURET ?-1840              | MOURET ?-1840              | MOURET ?-1840              | MOURET ?-1840              |  |  | François Mouret 1817-1864        | François Mouret 1817-1864        | François Mouret 1817-1864        | François Mouret 1817-1864        | François Mouret 1817-1864        | François Mouret 1817-1864        |  |  | Denise Baudu               | Denise Baudu               | Denise Baudu               | Denise Baudu               | Denise Baudu               | Denise Baudu               |  |  |                                 |                                 |                                 |                                 |                                 |                                 |
|                           |                           |                           |                           |                           |                           |  |  | MOURET ?-1840              | MOURET ?-1840              | MOURET ?-1840              | MOURET ?-1840              | MOURET ?-1840              | MOURET ?-1840              |  |  | François Mouret 1817-1864        | François Mouret 1817-1864        | François Mouret 1817-1864        | François Mouret 1817-1864        | François Mouret 1817-1864        | François Mouret 1817-1864        |  |  | Denise Baudu               | Denise Baudu               | Denise Baudu               | Denise Baudu               | Denise Baudu               | Denise Baudu               |  |  |                                 |                                 |                                 |                                 |                                 |                                 |
|                           |                           |                           |                           |                           |                           |  |  |                            |                            |                            |                            |                            |                            |  |  |                                  |                                  |                                  |                                  |                                  |                                  |  |  |                            |                            |                            |                            |                            |                            |  |  |                                 |                                 |                                 |                                 |                                 |                                 |
|                           |                           |                           |                           |                           |                           |  |  |                            |                            |                            |                            |                            |                            |  |  |                                  |                                  |                                  |                                  |                                  |                                  |  |  |                            |                            |                            |                            |                            |                            |  |  |                                 |                                 |                                 |                                 |                                 |                                 |
|                           |                           |                           |                           |                           |                           |  |  | Ursule Macquart 1791-1839  | Ursule Macquart 1791-1839  | Ursule Macquart 1791-1839  | Ursule Macquart 1791-1839  | Ursule Macquart 1791-1839  | Ursule Macquart 1791-1839  |  |  |                                  |                                  |                                  |                                  |                                  |                                  |  |  | Abbé Serge Mouret 1841-?   | Abbé Serge Mouret 1841-?   | Abbé Serge Mouret 1841-?   | Abbé Serge Mouret 1841-?   | Abbé Serge Mouret 1841-?   | Abbé Serge Mouret 1841-?   |  |  |                                 |                                 |                                 |                                 |                                 |                                 |
|                           |                           |                           |                           |                           |                           |  |  | Ursule Macquart 1791-1839  | Ursule Macquart 1791-1839  | Ursule Macquart 1791-1839  | Ursule Macquart 1791-1839  | Ursule Macquart 1791-1839  | Ursule Macquart 1791-1839  |  |  |                                  |                                  |                                  |                                  |                                  |                                  |  |  | Abbé Serge Mouret 1841-?   | Abbé Serge Mouret 1841-?   | Abbé Serge Mouret 1841-?   | Abbé Serge Mouret 1841-?   | Abbé Serge Mouret 1841-?   | Abbé Serge Mouret 1841-?   |  |  |                                 |                                 |                                 |                                 |                                 |                                 |
|                           |                           |                           |                           |                           |                           |  |  |                            |                            |                            |                            |                            |                            |  |  |                                  |                                  |                                  |                                  |                                  |                                  |  |  |                            |                            |                            |                            |                            |                            |  |  |                                 |                                 |                                 |                                 |                                 |                                 |
|                           |                           |                           |                           |                           |                           |  |  |                            |                            |                            |                            |                            |                            |  |  | Charles Grandjean                | Charles Grandjean                | Charles Grandjean                | Charles Grandjean                | Charles Grandjean                | Charles Grandjean                |  |  | Désirée Mouret 1844-1875   | Désirée Mouret 1844-1875   | Désirée Mouret 1844-1875   | Désirée Mouret 1844-1875   | Désirée Mouret 1844-1875   | Désirée Mouret 1844-1875   |  |  |                                 |                                 |                                 |                                 |                                 |                                 |
|                           |                           |                           |                           |                           |                           |  |  |                            |                            |                            |                            |                            |                            |  |  | Charles Grandjean                | Charles Grandjean                | Charles Grandjean                | Charles Grandjean                | Charles Grandjean                | Charles Grandjean                |  |  | Désirée Mouret 1844-1875   | Désirée Mouret 1844-1875   | Désirée Mouret 1844-1875   | Désirée Mouret 1844-1875   | Désirée Mouret 1844-1875   | Désirée Mouret 1844-1875   |  |  |                                 |                                 |                                 |                                 |                                 |                                 |
|                           |                           |                           |                           |                           |                           |  |  |                            |                            |                            |                            |                            |                            |  |  |                                  |                                  |                                  |                                  |                                  |                                  |  |  |                            |                            |                            |                            |                            |                            |  |  |                                 |                                 |                                 |                                 |                                 |                                 |
|                           |                           |                           |                           |                           |                           |  |  |                            |                            |                            |                            |                            |                            |  |  |                                  |                                  |                                  |                                  |                                  |                                  |  |  |                            |                            |                            |                            |                            |                            |  |  |                                 |                                 |                                 |                                 |                                 |                                 |
|                           |                           |                           |                           |                           |                           |  |  |                            |                            |                            |                            |                            |                            |  |  | Hélène Mouret 1824-?             | Hélène Mouret 1824-?             | Hélène Mouret 1824-?             | Hélène Mouret 1824-?             | Hélène Mouret 1824-?             | Hélène Mouret 1824-?             |  |  | Jeanne Grandjean 1842-1855 | Jeanne Grandjean 1842-1855 | Jeanne Grandjean 1842-1855 | Jeanne Grandjean 1842-1855 | Jeanne Grandjean 1842-1855 | Jeanne Grandjean 1842-1855 |  |  |                                 |                                 |                                 |                                 |                                 |                                 |
|                           |                           |                           |                           |                           |                           |  |  |                            |                            |                            |                            |                            |                            |  |  | Hélène Mouret 1824-?             | Hélène Mouret 1824-?             | Hélène Mouret 1824-?             | Hélène Mouret 1824-?             | Hélène Mouret 1824-?             | Hélène Mouret 1824-?             |  |  | Jeanne Grandjean 1842-1855 | Jeanne Grandjean 1842-1855 | Jeanne Grandjean 1842-1855 | Jeanne Grandjean 1842-1855 | Jeanne Grandjean 1842-1855 | Jeanne Grandjean 1842-1855 |  |  |                                 |                                 |                                 |                                 |                                 |                                 |
|                           |                           |                           |                           |                           |                           |  |  |                            |                            |                            |                            |                            |                            |  |  |                                  |                                  |                                  |                                  |                                  |                                  |  |  |                            |                            |                            |                            |                            |                            |  |  |                                 |                                 |                                 |                                 |                                 |                                 |
|                           |                           |                           |                           |                           |                           |  |  |                            |                            |                            |                            |                            |                            |  |  | RAMBAUD                          |                                  |                                  |                                  |                                  |                                  |  |  |                            |                            |                            |                            |                            |                            |  |  |                                 |                                 |                                 |                                 |                                 |                                 |
|                           |                           |                           |                           |                           |                           |  |  |                            |                            |                            |                            |                            |                            |  |  |                                  |                                  |                                  |                                  |                                  |                                  |  |  |                            |                            |                            |                            |                            |                            |  |  |                                 |                                 |                                 |                                 |                                 |                                 |
| MACQUART ?-1810           | MACQUART ?-1810           | MACQUART ?-1810           | MACQUART ?-1810           | MACQUART ?-1810           | MACQUART ?-1810           |  |  |                            |                            |                            |                            |                            |                            |  |  | Silvère Mouret 1834-1851         | Silvère Mouret 1834-1851         | Silvère Mouret 1834-1851         | Silvère Mouret 1834-1851         | Silvère Mouret 1834-1851         | Silvère Mouret 1834-1851         |  |  |                            |                            |                            |                            |                            |                            |  |  |                                 |                                 |                                 |                                 |                                 |                                 |
| MACQUART ?-1810           | MACQUART ?-1810           | MACQUART ?-1810           | MACQUART ?-1810           | MACQUART ?-1810           | MACQUART ?-1810           |  |  |                            |                            |                            |                            |                            |                            |  |  | Silvère Mouret 1834-1851         | Silvère Mouret 1834-1851         | Silvère Mouret 1834-1851         | Silvère Mouret 1834-1851         | Silvère Mouret 1834-1851         | Silvère Mouret 1834-1851         |  |  |                            |                            |                            |                            |                            |                            |  |  |                                 |                                 |                                 |                                 |                                 |                                 |
|                           |                           |                           |                           |                           |                           |  |  |                            |                            |                            |                            |                            |                            |  |  |                                  |                                  |                                  |                                  |                                  |                                  |  |  |                            |                            |                            |                            |                            |                            |  |  |                                 |                                 |                                 |                                 |                                 |                                 |
|                           |                           |                           |                           |                           |                           |  |  |                            |                            |                            |                            |                            |                            |  |  | Florent                          |                                  |                                  |                                  |                                  |                                  |  |  |                            |                            |                            |                            |                            |                            |  |  |                                 |                                 |                                 |                                 |                                 |                                 |
|                           |                           |                           |                           |                           |                           |  |  |                            |                            |                            |                            |                            |                            |  |  |                                  |                                  |                                  |                                  |                                  |                                  |  |  |                            |                            |                            |                            |                            |                            |  |  |                                 |                                 |                                 |                                 |                                 |                                 |
|                           |                           |                           |                           |                           |                           |  |  |                            |                            |                            |                            |                            |                            |  |  |                                  |                                  |                                  |                                  |                                  |                                  |  |  |                            |                            |                            |                            |                            |                            |  |  |                                 |                                 |                                 |                                 |                                 |                                 |
|                           |                           |                           |                           |                           |                           |  |  |                            |                            |                            |                            |                            |                            |  |  | QUENU                            | QUENU                            | QUENU                            | QUENU                            | QUENU                            | QUENU                            |  |  | Pauline Quenu 1852-?       | Pauline Quenu 1852-?       | Pauline Quenu 1852-?       | Pauline Quenu 1852-?       | Pauline Quenu 1852-?       | Pauline Quenu 1852-?       |  |  |                                 |                                 |                                 |                                 |                                 |                                 |
|                           |                           |                           |                           |                           |                           |  |  |                            |                            |                            |                            |                            |                            |  |  | QUENU                            | QUENU                            | QUENU                            | QUENU                            | QUENU                            | QUENU                            |  |  | Pauline Quenu 1852-?       | Pauline Quenu 1852-?       | Pauline Quenu 1852-?       | Pauline Quenu 1852-?       | Pauline Quenu 1852-?       | Pauline Quenu 1852-?       |  |  |                                 |                                 |                                 |                                 |                                 |                                 |
|                           |                           |                           |                           |                           |                           |  |  |                            |                            |                            |                            |                            |                            |  |  |                                  |                                  |                                  |                                  |                                  |                                  |  |  |                            |                            |                            |                            |                            |                            |  |  |                                 |                                 |                                 |                                 |                                 |                                 |
|                           |                           |                           |                           |                           |                           |  |  |                            |                            |                            |                            |                            |                            |  |  |                                  |                                  |                                  |                                  |                                  |                                  |  |  |                            |                            |                            |                            |                            |                            |  |  |                                 |                                 |                                 |                                 |                                 |                                 |
|                           |                           |                           |                           |                           |                           |  |  | Antoine Macquart 1789-1873 | Antoine Macquart 1789-1873 | Antoine Macquart 1789-1873 | Antoine Macquart 1789-1873 | Antoine Macquart 1789-1873 | Antoine Macquart 1789-1873 |  |  | Lisa Macquart 1827-1863          | Lisa Macquart 1827-1863          | Lisa Macquart 1827-1863          | Lisa Macquart 1827-1863          | Lisa Macquart 1827-1863          | Lisa Macquart 1827-1863          |  |  | Claude Lantier 1842-1870   | Claude Lantier 1842-1870   | Claude Lantier 1842-1870   | Claude Lantier 1842-1870   | Claude Lantier 1842-1870   | Claude Lantier 1842-1870   |  |  | Jacques-Louis Lantier 1860-1869 | Jacques-Louis Lantier 1860-1869 | Jacques-Louis Lantier 1860-1869 | Jacques-Louis Lantier 1860-1869 | Jacques-Louis Lantier 1860-1869 | Jacques-Louis Lantier 1860-1869 |
|                           |                           |                           |                           |                           |                           |  |  | Antoine Macquart 1789-1873 | Antoine Macquart 1789-1873 | Antoine Macquart 1789-1873 | Antoine Macquart 1789-1873 | Antoine Macquart 1789-1873 | Antoine Macquart 1789-1873 |  |  | Lisa Macquart 1827-1863          | Lisa Macquart 1827-1863          | Lisa Macquart 1827-1863          | Lisa Macquart 1827-1863          | Lisa Macquart 1827-1863          | Lisa Macquart 1827-1863          |  |  | Claude Lantier 1842-1870   | Claude Lantier 1842-1870   | Claude Lantier 1842-1870   | Claude Lantier 1842-1870   | Claude Lantier 1842-1870   | Claude Lantier 1842-1870   |  |  | Jacques-Louis Lantier 1860-1869 | Jacques-Louis Lantier 1860-1869 | Jacques-Louis Lantier 1860-1869 | Jacques-Louis Lantier 1860-1869 | Jacques-Louis Lantier 1860-1869 | Jacques-Louis Lantier 1860-1869 |
|                           |                           |                           |                           |                           |                           |  |  |                            |                            |                            |                            |                            |                            |  |  |                                  |                                  |                                  |                                  |                                  |                                  |  |  |                            |                            |                            |                            |                            |                            |  |  |                                 |                                 |                                 |                                 |                                 |                                 |
|                           |                           |                           |                           |                           |                           |  |  |                            |                            |                            |                            |                            |                            |  |  |                                  |                                  |                                  |                                  |                                  |                                  |  |  |                            |                            |                            |                            |                            |                            |  |  |                                 |                                 |                                 |                                 |                                 |                                 |
|                           |                           |                           |                           |                           |                           |  |  | Joséphine Gavaudan ?-1850  | Joséphine Gavaudan ?-1850  | Joséphine Gavaudan ?-1850  | Joséphine Gavaudan ?-1850  | Joséphine Gavaudan ?-1850  | Joséphine Gavaudan ?-1850  |  |  | Auguste LANTIER                  | Auguste LANTIER                  | Auguste LANTIER                  | Auguste LANTIER                  | Auguste LANTIER                  | Auguste LANTIER                  |  |  | Jacques Lantier 1844-1870  | Jacques Lantier 1844-1870  | Jacques Lantier 1844-1870  | Jacques Lantier 1844-1870  | Jacques Lantier 1844-1870  | Jacques Lantier 1844-1870  |  |  |                                 |                                 |                                 |                                 |                                 |                                 |
|                           |                           |                           |                           |                           |                           |  |  | Joséphine Gavaudan ?-1850  | Joséphine Gavaudan ?-1850  | Joséphine Gavaudan ?-1850  | Joséphine Gavaudan ?-1850  | Joséphine Gavaudan ?-1850  | Joséphine Gavaudan ?-1850  |  |  | Auguste LANTIER                  | Auguste LANTIER                  | Auguste LANTIER                  | Auguste LANTIER                  | Auguste LANTIER                  | Auguste LANTIER                  |  |  | Jacques Lantier 1844-1870  | Jacques Lantier 1844-1870  | Jacques Lantier 1844-1870  | Jacques Lantier 1844-1870  | Jacques Lantier 1844-1870  | Jacques Lantier 1844-1870  |  |  |                                 |                                 |                                 |                                 |                                 |                                 |
|                           |                           |                           |                           |                           |                           |  |  |                            |                            |                            |                            |                            |                            |  |  |                                  |                                  |                                  |                                  |                                  |                                  |  |  |                            |                            |                            |                            |                            |                            |  |  |                                 |                                 |                                 |                                 |                                 |                                 |
|                           |                           |                           |                           |                           |                           |  |  |                            |                            |                            |                            |                            |                            |  |  |                                  |                                  |                                  |                                  |                                  |                                  |  |  |                            |                            |                            |                            |                            |                            |  |  |                                 |                                 |                                 |                                 |                                 |                                 |
|                           |                           |                           |                           |                           |                           |  |  |                            |                            |                            |                            |                            |                            |  |  | Gervaise Macquart 1828-1869      | Gervaise Macquart 1828-1869      | Gervaise Macquart 1828-1869      | Gervaise Macquart 1828-1869      | Gervaise Macquart 1828-1869      | Gervaise Macquart 1828-1869      |  |  | Étienne Lantier 1846-?     | Étienne Lantier 1846-?     | Étienne Lantier 1846-?     | Étienne Lantier 1846-?     | Étienne Lantier 1846-?     | Étienne Lantier 1846-?     |  |  | Une fille                       | Une fille                       | Une fille                       | Une fille                       | Une fille                       | Une fille                       |
|                           |                           |                           |                           |                           |                           |  |  |                            |                            |                            |                            |                            |                            |  |  | Gervaise Macquart 1828-1869      | Gervaise Macquart 1828-1869      | Gervaise Macquart 1828-1869      | Gervaise Macquart 1828-1869      | Gervaise Macquart 1828-1869      | Gervaise Macquart 1828-1869      |  |  | Étienne Lantier 1846-?     | Étienne Lantier 1846-?     | Étienne Lantier 1846-?     | Étienne Lantier 1846-?     | Étienne Lantier 1846-?     | Étienne Lantier 1846-?     |  |  | Une fille                       | Une fille                       | Une fille                       | Une fille                       | Une fille                       | Une fille                       |
|                           |                           |                           |                           |                           |                           |  |  |                            |                            |                            |                            |                            |                            |  |  |                                  |                                  |                                  |                                  |                                  |                                  |  |  |                            |                            |                            |                            |                            |                            |  |  |                                 |                                 |                                 |                                 |                                 |                                 |
|                           |                           |                           |                           |                           |                           |  |  |                            |                            |                            |                            |                            |                            |  |  |                                  |                                  |                                  |                                  |                                  |                                  |  |  |                            |                            |                            |                            |                            |                            |  |  |                                 |                                 |                                 |                                 |                                 |                                 |
|                           |                           |                           |                           |                           |                           |  |  |                            |                            |                            |                            |                            |                            |  |  | COUPEAU                          | COUPEAU                          | COUPEAU                          | COUPEAU                          | COUPEAU                          | COUPEAU                          |  |  | Anna Coupeau 1852-1870     | Anna Coupeau 1852-1870     | Anna Coupeau 1852-1870     | Anna Coupeau 1852-1870     | Anna Coupeau 1852-1870     | Anna Coupeau 1852-1870     |  |  | Louis Coupeau 1867-1870         | Louis Coupeau 1867-1870         | Louis Coupeau 1867-1870         | Louis Coupeau 1867-1870         | Louis Coupeau 1867-1870         | Louis Coupeau 1867-1870         |
|                           |                           |                           |                           |                           |                           |  |  |                            |                            |                            |                            |                            |                            |  |  | COUPEAU                          | COUPEAU                          | COUPEAU                          | COUPEAU                          | COUPEAU                          | COUPEAU                          |  |  | Anna Coupeau 1852-1870     | Anna Coupeau 1852-1870     | Anna Coupeau 1852-1870     | Anna Coupeau 1852-1870     | Anna Coupeau 1852-1870     | Anna Coupeau 1852-1870     |  |  | Louis Coupeau 1867-1870         | Louis Coupeau 1867-1870         | Louis Coupeau 1867-1870         | Louis Coupeau 1867-1870         | Louis Coupeau 1867-1870         | Louis Coupeau 1867-1870         |
|                           |                           |                           |                           |                           |                           |  |  |                            |                            |                            |                            |                            |                            |  |  |                                  |                                  |                                  |                                  |                                  |                                  |  |  |                            |                            |                            |                            |                            |                            |  |  |                                 |                                 |                                 |                                 |                                 |                                 |
|                           |                           |                           |                           |                           |                           |  |  |                            |                            |                            |                            |                            |                            |  |  | Françoise Mouche                 |                                  |                                  |                                  |                                  |                                  |  |  |                            |                            |                            |                            |                            |                            |  |  |                                 |                                 |                                 |                                 |                                 |                                 |
|                           |                           |                           |                           |                           |                           |  |  |                            |                            |                            |                            |                            |                            |  |  |                                  |                                  |                                  |                                  |                                  |                                  |  |  |                            |                            |                            |                            |                            |                            |  |  |                                 |                                 |                                 |                                 |                                 |                                 |
|                           |                           |                           |                           |                           |                           |  |  |                            |                            |                            |                            |                            |                            |  |  | Jean Macquart 1831-?             |                                  |                                  |                                  |                                  |                                  |  |  |                            |                            |                            |                            |                            |                            |  |  |                                 |                                 |                                 |                                 |                                 |                                 |
|                           |                           |                           |                           |                           |                           |  |  |                            |                            |                            |                            |                            |                            |  |  |                                  |                                  |                                  |                                  |                                  |                                  |  |  |                            |                            |                            |                            |                            |                            |  |  |                                 |                                 |                                 |                                 |                                 |                                 |
|                           |                           |                           |                           |                           |                           |  |  |                            |                            |                            |                            |                            |                            |  |  |                                  |                                  |                                  |                                  |                                  |                                  |  |  | Trois enfants              |                            |                            |                            |                            |                            |  |  |                                 |                                 |                                 |                                 |                                 |                                 |
|                           |                           |                           |                           |                           |                           |  |  |                            |                            |                            |                            |                            |                            |  |  |                                  |                                  |                                  |                                  |                                  |                                  |  |  |                            |                            |                            |                            |                            |                            |  |  |                                 |                                 |                                 |                                 |                                 |                                 |
|                           |                           |                           |                           |                           |                           |  |  |                            |                            |                            |                            |                            |                            |  |  | Mélanie Vial                     |                                  |                                  |                                  |                                  |                                  |  |  |                            |                            |                            |                            |                            |                            |  |  |                                 |                                 |                                 |                                 |                                 |                                 |

### Les éponymes
Adélaïde Fouque
Née en 1768, fille d’un riche maraîcher, elle est atteinte d’une légère folie. Sujette à des crises nerveuses et à des convulsions, elle montre une incompatibilité avec le monde extérieur. Son comportement est bien souvent puéril. Elle se marie d’abord, en 1786, avec Rougon, son garçon jardinier ; de cette union naît un fils, Pierre. Puis, après la mort de Rougon, elle se met en concubinage en 1789 avec Macquart, un contrebandier paresseux et quelque peu enclin à l’alcool. Bien que régulièrement battue par son amant, Adélaïde conçoit pour ce dernier un amour de louve. Deux enfants naissent de cette union : Antoine et Ursule. Ayant d’abord mis en avant sa vie de femme plutôt que celle de mère, elle demeure hantée par son péché : ne pas s’être assez occupée de Pierre. C'est pourtant celui-ci qui, après la mort de Macquart, la dépossède de ses biens. Elle élève plus tard Silvère Mouret, son petit-fils, après l’exécution duquel elle sombre définitivement dans la folie. Elle est alors internée à l'asile des Tulettes où elle mourra à l'âge de 105 ans.
Rougon
Jardinier, mal dégrossi, mari d'Adélaïde Fouque. Il en a un enfant et meurt peu de temps après la naissance de celui-ci.
Macquart
Contrebandier et amant d'Adélaïde Fouque. Il lui donne deux enfants ; il n’a pas l’air foncièrement mauvais, juste fainéant et ivrogne ; c’est à cause de lui que la lignée des Macquart s'avère marquée par une tendance à l’alcoolisme ; il meurt tué par un douanier.

### Première génération
Pierre Rougon
Fils d'Adélaïde et d'un jardinier nommé Rougon, né en 1787. Très tôt, il développe le principal défaut de la branche des Rougon : l'ambition et l'avidité. Pierre a le désir de devenir bourgeois, il souhaite cela plus que tout autre chose. Afin d'accaparer la fortune de sa mère, il expulse de chez lui, par un fin stratagème, son demi-frère, Antoine, et marie sa demi-sœur, Ursule, à un chapelier du nom de Mouret. Il se marie à son tour avec la fille d’un marchand d’huile, Félicité Puech, et reprend le commerce familial. Ils ont cinq enfants : Eugène, Pascal, Aristide, Sidonie et Marthe. L'aîné, Eugène, grâce à son éducation et à son intelligence, gagne une haute place à Paris et sent venir le coup d'État du 2 décembre 1851. Il en informe son père qui, feignant d’être un brave et sachant qu’il court peu de risques, sauve Plassans des griffes d'insurgés imaginaires. Après le coup d’État, Pierre Rougon devient chevalier de la Légion d'honneur puis receveur particulier.
Antoine Macquart
Fils de Macquart et d’Adélaïde Fouque, né en 1789. Tiré au sort, il part soldat, son demi-frère, Pierre Rougon, lui ayant promis de le racheter l'année suivante, ce qu'il ne fera pas. Libéré en 1815, il revient à Plassans où il ordonne à Pierre de lui rendre sa part d'héritage ; devant le refus de son frère, et par opposition à celui-ci, Antoine devient un républicain engagé, rêvant de pouvoir vivre sans travailler. Outre sa paresse, il a hérité de son père une forte tendance à l'ivrognerie. Il épouse Joséphine Gavaudan, dite Fine, dont il a trois enfants : Lisa, Gervaise et Jean. Violent, impossible à vivre, il est abandonné par ses enfants à la mort de sa femme. Devant se nourrir seul, il fait tout pour que la république gagne à Plassans et, lorsqu’il n’y a plus d’espoir, sur une idée de sa belle-sœur Félicité, il participe à une mise en scène faisant passer Pierre pour un héros. Grâce à ce simulacre, il reçoit mille francs, puis fuit à l’étranger, son frère lui ayant promis une bonne place à son retour.
Ursule Macquart épouse Mouret
Fille de Macquart et d’Adélaïde Fouque, née en 1791. Elle se marie en 1810 avec Mouret, un chapelier, ce qui lui permet de fuir la maison où son demi-frère, Pierre Rougon, lui rend la vie difficile. Elle a trois enfants avec Mouret : François, Hélène et Silvère. Ils vont vivre à Marseille où elle meurt de phtisie en 1839.
Félicité Puech épouse Rougon
Née Puech, elle épouse Pierre Rougon. Tout comme son mari, elle montre une avidité maladive, prête à tout pour devenir bourgeoise. Très intelligente, manipulant son mari, c’est grâce à elle qu'ils parviennent à leurs fins : elle soutient efficacement le camp des conservateurs et suggère l'idée du simulacre d'insurrection menée par Antoine Macquart, mise en scène qui fait de Pierre Rougon le maître politique de Plassans.
Joséphine Gavaudan épouse Macquart, dite « Fine »
Née Gavaudan, puis mariée à Antoine Macquart. Tout comme son mari, elle aime l’alcool, mais, à sa différence, c'est une grande travailleuse. Elle nourrit Macquart pendant plusieurs années, bien que celui-ci la batte et la vole. Elle meurt en 1850 d'une fluxion de poitrine.
Mouret
Chapelier qui tombe fou amoureux d’Ursule Macquart. Il lui donne trois enfants. Après la mort de sa femme, il sombre dans la dépression et se suicide un an après.

### Deuxième génération
Eugène Rougon
Fils aîné de Pierre et Félicité Rougon, né en 1811. Il reçoit une bonne éducation, fait des études de droit. Attiré par le pouvoir, il acquiert un haut poste à Paris, ce qui lui permet de prévoir le coup d'État du 2 décembre 1851. Il en prévient ses parents et les guide afin qu’ils profitent de la situation pour faire fortune et établir leur notoriété à Plassans. Dans La Fortune des Rougon, sa vie à Paris reste assez obscure, on sait juste qu’il est un proche du futur Napoléon III. Il réapparaît par la suite dans plusieurs volumes des Rougon-Macquart et plus particulièrement dans Son Excellence Eugène Rougon.
Pascal Rougon
Second enfant de Pierre et Félicité Rougon, né en 1813. À la différence des autres membres de sa famille, il ne souffre d'aucune tare héréditaire. Sa simplicité et sa droiture d'esprit contrastent avec le comportement de son entourage. Médecin, il aide les républicains en les soignant. Il aime réaliser des expériences bizarres sur les cadavres pour comprendre le fonctionnement du corps humain ; à cause de cela, il est mis à l'écart à Plassans. Il réapparaît par la suite dans plusieurs volumes des Rougon-Macquart et plus particulièrement dans Le Docteur Pascal.
Aristide Rougon
Troisième enfant de Pierre et Félicité Rougon, né en 1815. Il épouse en 1836 Angèle Sicardot, qui lui donne deux enfants, Maxime et Clotilde. Il est autant attiré par l'argent que son frère Eugène l'est par le pouvoir. Il pense tout d'abord que c’est la république qui va l’emporter et la soutient donc ardemment. Journaliste, il écrit plusieurs articles prorépublicains. Lorsqu’il découvre que son frère, Eugène, soutient Louis-Napoléon Bonaparte, il se met à douter de la victoire républicaine. Au soir du coup d’État, il change de camp et se convertit au bonapartisme. À la fin de La Fortune des Rougon, il s'apprête à quitter Plassans. Il réapparaît par la suite dans plusieurs volumes des Rougon-Macquart et plus particulièrement dans La Curée (où on le retrouve monté à Paris, changeant son nom en Saccard, marié à Renée Béraud du Châtel et s'enrichissant par la spéculation immobilière) et dans L'Argent.
Sidonie Rougon
Quatrième enfant de Pierre et Félicité Rougon, née en 1818. Elle épouse en 1838 un clerc avoué et part pour Paris. Comme tous les membres de la famille Rougon, elle ne manque ni d’envie ni de cupidité. Elle réapparaît par la suite dans plusieurs ouvrages des Rougon-Macquart, La Curée et Le Rêve. Ce dernier fait apparaître sa fille, Angélique, qu'elle a eue avec un inconnu après la mort de son mari.
Marthe Rougon épouse Mouret
Cinquième enfant de Pierre et Félicité Rougon, née en 1820. Elle épouse en 1840 son cousin François Mouret, commis dans la maison de commerce de ses parents. Ils ont trois enfants : Octave, Serge et Désirée. Elle réapparaît par la suite dans plusieurs volumes des Rougon-Macquart et plus particulièrement dans La Conquête de Plassans.
Lisa Macquart épouse Quenu
Fille d'Antoine et Joséphine Macquart, née en 1827. Calme et posée. À 7 ans, elle part avec une femme qui l’emploie à Paris. Elle réapparaît par la suite dans plusieurs œuvres des Rougon-Macquart et plus particulièrement dans Le Ventre de Paris, où on la retrouve mariée à Quenu et établie en belle charcutière. Elle y est mère d'une petite fille, Pauline.
Gervaise Macquart
Second enfant d'Antoine et Joséphine Macquart, née en 1828. Petite, fine, mais boiteuse de naissance, sans doute à cause des violences de son père sur sa mère enceinte. Elle est aussi endurante au travail que sa mère et apprend le métier de blanchisseuse. Très tôt, elle commence à boire (de l'anisette avec sa mère). Elle a un amant du nom de Lantier, qui lui donne deux fils, Claude et Étienne. Après la mort de sa mère, pour échapper à son père, elle part à Paris avec Lantier. Elle réapparaît par la suite dans plusieurs volumes des Rougon-Macquart et plus particulièrement dans L'Assommoir. Après que Lantier l'a quittée, elle se remarie avec Coupeau, dont elle a une fille, Anna, dite « Nana ». Dans La Bête humaine, Zola donne à Gervaise un troisième fils, Jacques, né en 1844. Gervaise est très certainement le personnage le plus connu des Rougon-Macquart.
Jean Macquart
Troisième enfant d'Antoine et Joséphine Macquart, né en 1831. D'un naturel timide, il est révolté par la conduite de son père, mais il reste pour soutenir sa sœur et sa mère. Après la mort de sa mère, il prépare un plan avec Gervaise et ils partent le même jour de Plassans, abandonnant leur père. Il réapparaît par la suite dans plusieurs volumes des Rougon-Macquart et plus particulièrement dans La Terre et La Débâcle. Il aura deux enfants.
François Mouret
Fils aîné d'Ursule Macquart et de Mouret, né en 1817. Après le suicide de son père, il vient travailler dans le commerce de son oncle, Pierre Rougon, et se marie avec la fille de celui-ci, Marthe. Ils ont trois enfants : Octave, Serge et Désirée. Lorsque Pierre Rougon se retire du commerce, François Mouret ne prend pas sa suite mais part s'établir à Marseille. Il réapparaît plus tard dans La Conquête de Plassans.
Hélène Mouret épouse Grandjean
Fille d'Ursule Macquart et du chapelier Mouret, née en 1824. Dans La Fortune des Rougon, il n'est fait mention que du fait qu'elle se trouve orpheline en 1839. Elle réapparaît dans le roman Une page d'amour. Elle y épouse Grandjean, dont elle a une fille, Jeanne. Son mari la laisse veuve à 29 ans.
Silvère Mouret
Troisième enfant d'Ursule Macquart et du chapelier Mouret, né en 1834. Il n'a que 6 ans lorsque son père se suicide. Il est alors recueilli par sa grand-mère, Adélaïde Fouque, qu'il surnomme affectueusement « Tante Dide ». C'est un républicain convaincu. Il tombe amoureux de Miette mais refuse toute relation charnelle avec elle avant leur mariage, prévu après la victoire républicaine. Il se bat contre le coup d'État du 2 décembre 1851 et, à cette occasion, crève l’œil d'un gendarme. Celui-ci, après la mort de Miette, retrouve Silvère et l'assassine dans le cimetière d'une balle dans la tête. Sa mort rend sa grand-mère folle. C'est un des principaux protagonistes de La Fortune des Rougon.

### Troisième génération
Claude Lantier
Fils aîné de Gervaise Macquart et d'Auguste Lantier, né en 1842. D'abord recueilli par sa grand-mère paternelle, il part ensuite à Paris avec ses parents, puis, de retour à Plassans, il est pris en charge par un vieux monsieur qui s'occupe de son éducation, séduit par la qualité de ses dessins. Devenu peintre et monté à Paris, il apparaît particulièrement dans Le Ventre de Paris et L'Œuvre.
Jacques Lantier
Second fils de Gervaise et d'Auguste Lantier, né en 1844. Il n'en est pas fait mention dans La Fortune des Rougon. Il est recueilli par sa marraine, une cousine de son père, lorsque, à 6 ans, ses parents le laissent à Plassans pour monter à Paris. Il apparaît dans La Bête humaine.
Étienne Lantier
Présenté dans La Fortune des Rougon comme le second fils de Gervaise Macquart et d'Auguste Lantier, né en 1846, il est en réalité le troisième (Jacques n'étant pas cité dans ce roman). Élevé d’abord par sa grand-mère paternelle, il part avec ses parents à Paris. On le retrouve par la suite dans plusieurs volumes des Rougon-Macquart et plus particulièrement dans Germinal.
Anna Coupeau
Fille de Gervaise Macquart et de Coupeau, née en 1852. Il n'en est pas fait mention dans La Fortune des Rougon mais elle apparaît dans L'Assommoir et surtout dans Nana, dont elle est l'héroïne. Elle donne naissance à un fils, Louis Coupeau, dit Louiset. D'abord médiocre actrice dans un théâtre parisien, elle monte ensuite dans l'échelle sociale en séduisant ses nombreux prétendants qui l'entretiennent. Elle meurt de la variole, transmise par son fils, alors que les troupes françaises se rassemblent pour la guerre franco-prussienne de 1870.
Maxime Saccard
Fils d'Aristide Saccard (nom que prend Aristide Rougon dans La Curée) et de sa première femme Angèle Sicardot, né en 1840. Il figure parmi les personnages principaux de La Curée, avec son père et sa belle-mère, Renée Saccard (née Béraud du Châtel).
Clotilde Rougon
Fille d'Angèle Sicardot et d'Aristide Rougon, dit Saccard, née en 1847. Elle n'est pas citée dans La Fortune des Rougon. À la mort de sa mère, elle est élevée par son oncle à Plassans, le docteur Pascal. Ils ont un fils en 1874. On la retrouve surtout dans Le Docteur Pascal.
Victor Rougon-Saccard
Fils d'Aristide Rougon, dit Saccard, et de Rosalie Chavaille, né en 1853. Il n'en est pas fait mention dans La Fortune des Rougon. Il est un des personnages de L'Argent.
Angélique Rougon
Fille de Sidonie Rougon et d'un inconnu, née en 1851. Elle n'est pas citée dans La Fortune des Rougon. Elle apparaît dans Le Rêve.
Octave Mouret
Fils aîné de François Mouret et Marthe Rougon, né en 1840. Il n'apparaît pas dans La Fortune des Rougon mais dans La Conquête de Plassans, Pot-Bouille et Au Bonheur des Dames.
Serge Mouret
Deuxième fils de François Mouret et Marthe Rougon, né en 1841. Il entre dans les ordres. Il fait son apparition dans La Conquête de Plassans et on le retrouve surtout dans La Faute de l'abbé Mouret, roman dont il est le héros.
Désirée Mouret
Fille de François Mouret et Marthe Rougon, née en 1844. Elle apparaît dans La Conquête de Plassans et La Faute de l'abbé Mouret. C'est une « innocente » qui est élevée par son frère Serge après la mort de leurs parents.
Jeanne Grandjean
Fille d'Hélène Mouret et de Grandjean, née en 1842. Elle apparaît dans Une page d'amour ; elle meurt à l'âge de 12 ans.
Pauline Quenu
Fille de Lisa Macquart et de Quenu, née en 1852. On la découvre petite fille dans Le Ventre de Paris et elle réapparaît dans La Joie de vivre et Le Docteur Pascal.

## Les plus forts tirages
Le tableau ci-dessous présente deux colonnes : à gauche, les plus forts tirages atteints en 1927-1928 par les éditions Charpentier ; à droite, les plus forts tirages atteints en 1993 dans la collection « Le Livre de poche » (source : Dictionnaire d’Émile Zola, Robert Laffont, coll. « Bouquins », 1993). On remarque que La Débâcle, très lu autrefois, a totalement disparu du palmarès en 1993 (le roman n’arrive qu'en dix-septième position). Inversement, Au Bonheur des Dames, modeste quatorzième en 1927-1928, arrive au quatrième rang en 1993.
| Position | 1927-1928         | 1993                      |
| -------- | ----------------- | ------------------------- |
| 1.       | Germinal          | Germinal                  |
| 2.       | La Débâcle        | L'Assommoir               |
| 3.       | L'Assommoir       | La Bête humaine           |
| 4.       | Le Rêve           | Au Bonheur des Dames      |
| 5.       | Nana              | La Faute de l'abbé Mouret |
| 6.       | Une page d’amour  | Nana                      |
| 7.       | La Bête humaine   | Le Rêve                   |
| 8.       | Le Docteur Pascal | La Curée                  |
| 9.       | Pot-Bouille       | La Terre                  |
| 10.      | L'Argent          | Le Ventre de Paris        |

## Adaptations cinématographiques et télévisuelles
De nombreux films et téléfilms ont été tirés de la série des Rougon-Macquart.
|     | Romans                    | Adaptations |
| --- | ------------------------- | --- |
| 1.  | La Curée                  | - La Curée, 1966, de Roger Vadim |
| 2.  | La Faute de l'abbé Mouret | - La Faute de l'abbé Mouret, 1970, de Georges Franju |
| 3.  | L'Assommoir               | - The Struggle, 1931, de David W. Griffith - L'Assommoir, 1933, de Gaston Roudès - Gervaise, 1956, de René Clément |
| 4.  | Une page d'amour          | - Une page d'amour, 1981, d'Élie Chouraqui |
| 5.  | Nana                      | - Nana, 1926, de Jean Renoir - Nana, 1934, de Dorothy Arzner et George Fitzmaurice - Nana, 1955, de Christian-Jaque - Nana, 1981, de Maurice Cazeneuve - Nadia Coupeau, dite Nana, 2001, d'Édouard Molinaro |
| 6.  | Pot-Bouille               | - Pot-Bouille, 1957, de Julien Duvivier - Pot-Bouille, 1972, de Yves-André Hubert |
| 7.  | Au Bonheur des Dames      | - Au Bonheur des Dames, 1930, de Julien Duvivier - Au Bonheur des Dames, 1943, d'André Cayatte - The Paradise, 2012, téléfilm de Marc Jobst - Il Paradiso delle Signore, 2015-2017, série de Monica Vullo |
| 8.  | La joie de vivre          | - La joie de vivre, 2011, de Jean-Pierre Améris |
| 9.  | Germinal                  | - Germinal, 1903, de Ferdinand Zecca - Au Pays noir, 1905, de Lucien Nonguet - Au pays des ténèbres, 1912, de Victorin Jasset - Germinal, 1913, d'Albert Capellani - Germinal, 1963, d'Yves Allégret - Germinal, 1993, de Claude Berri - Germinal, 2021, série créée par Julien Multi et réalisée par David Hourrègul |
| 10. | L'Œuvre                   | - L'Œuvre, 1967, de Pierre Cardinal |
| 11. | La Terre                  | - La Terre, 1921, d'André Antoine |
| 12. | Le Rêve                   | - Le Rêve, 1921, de Jacques de Baroncelli - Le Rêve, 1931, de Jacques de Baroncelli |
| 13. | La Bête humaine           | - Die Bestie im Menschen, 1920, de Ludwig Wolff (de) - La Bête humaine, 1938, de Jean Renoir - Désirs humains, 1954, de Fritz Lang - La Bestia humana, 1954, de Daniel Tinayre - Cruel Train, 1995, téléfilm de Malcolm McKay                                                                                         |
| 14. | L'Argent                  | - L'Argent, 1928, de Marcel L'Herbier - L'Argent, 1988, téléfilm de Jacques Rouffio |